# Museo del sale (Nubia)
Il Museo del Sale è un museo tematico che si trova a Nubia, frazione del comune di Paceco, in provincia di Trapani.
Si trova in un antico mulino a vento, all'interno della Riserva naturale integrale Saline di Trapani e Paceco. È una struttura privata.

## Descrizione

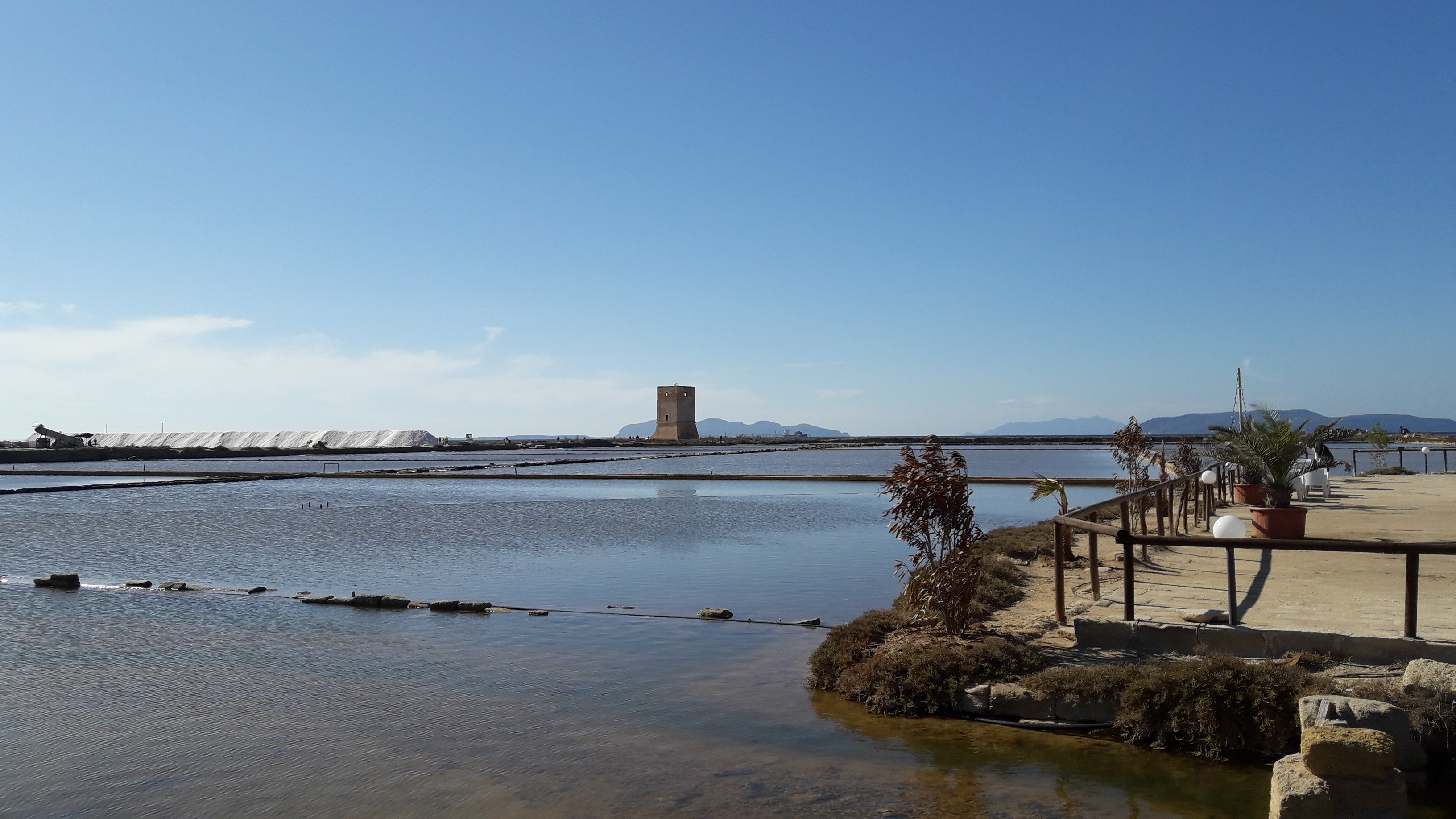
La salina Culcasi

Fa parte di un itinerario turistico-culturale regionale denominato la Via del sale. Posto all'interno di un baglio chiamato "casa salaria", tipica costruzione del Seicento a pianta rettangolare e tetto a due spioventi, adibito alla molitura dei cristalli di sale marino, con un grande mulino a vento annesso, circondato dalla salina denominata "Chiusa", di proprietà dei Culcasi. Questa salina è inserita nel Registro Eredità Immateriali della Sicilia
Il museo espone antichi strumenti di lavoro dei salinari, foto in bianco e nero, e reperti originali come ruzzoli, cattedri, le pale di legno dei mulini (ntinni), la spira (vite di Archimede per aspirare l'acqua della vasca) i listelli di legno (tagghia) per misurare il sale, e una pesante macina.
Adiacente è la "Salina Culcasi", con la Torre di Nubia ( 37°58′54″N 12°29′41″E ) che faceva parte dell'antico sistema delle Torri costiere della Sicilia di avviso contro i furti di sale ad opera dei corsari barbareschi provenienti dal nord Africa maghrebino.

## Galleria d'immagini

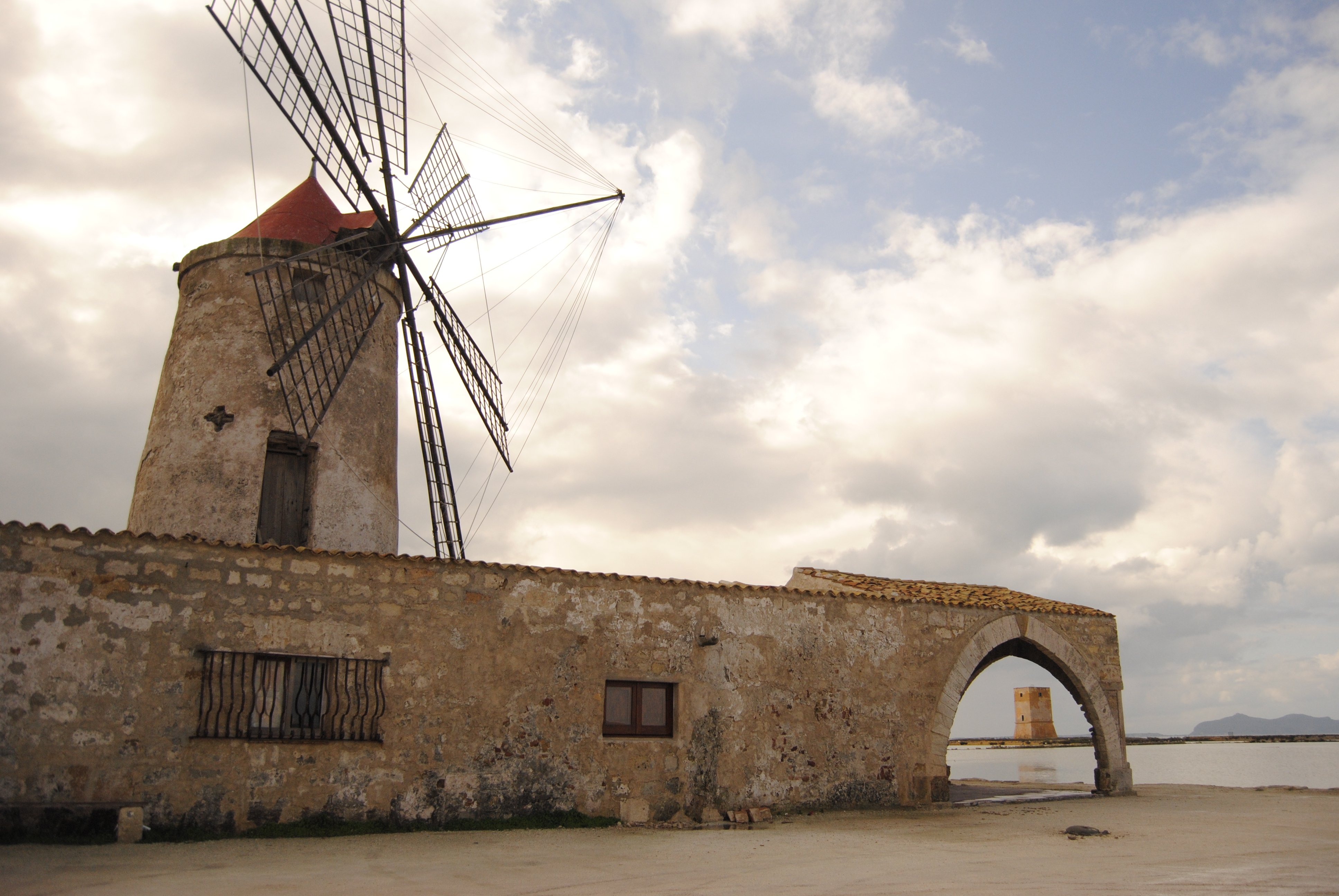
L'edificio visto dal retro
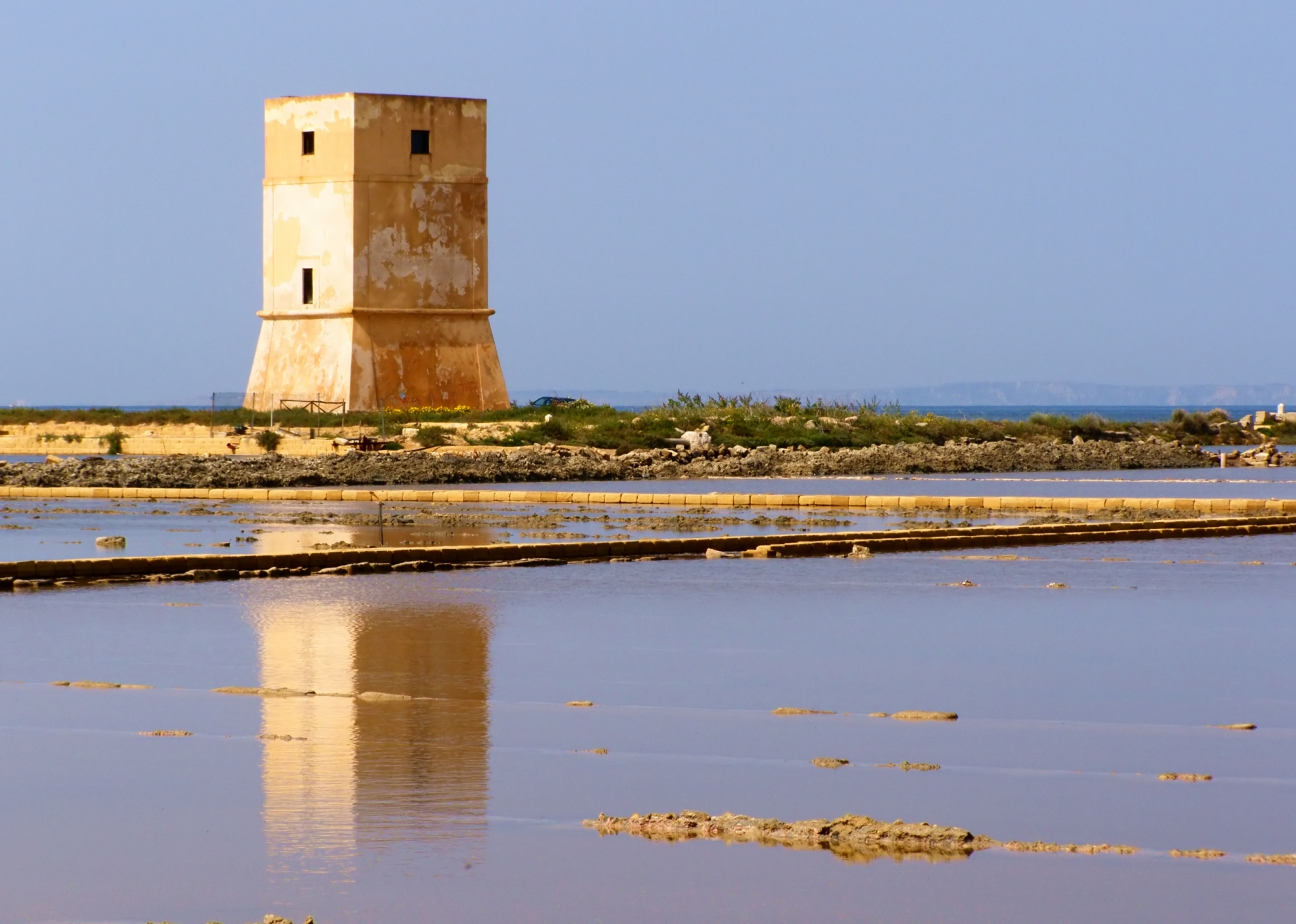
Torre Nubia presso la Salina Culcasi
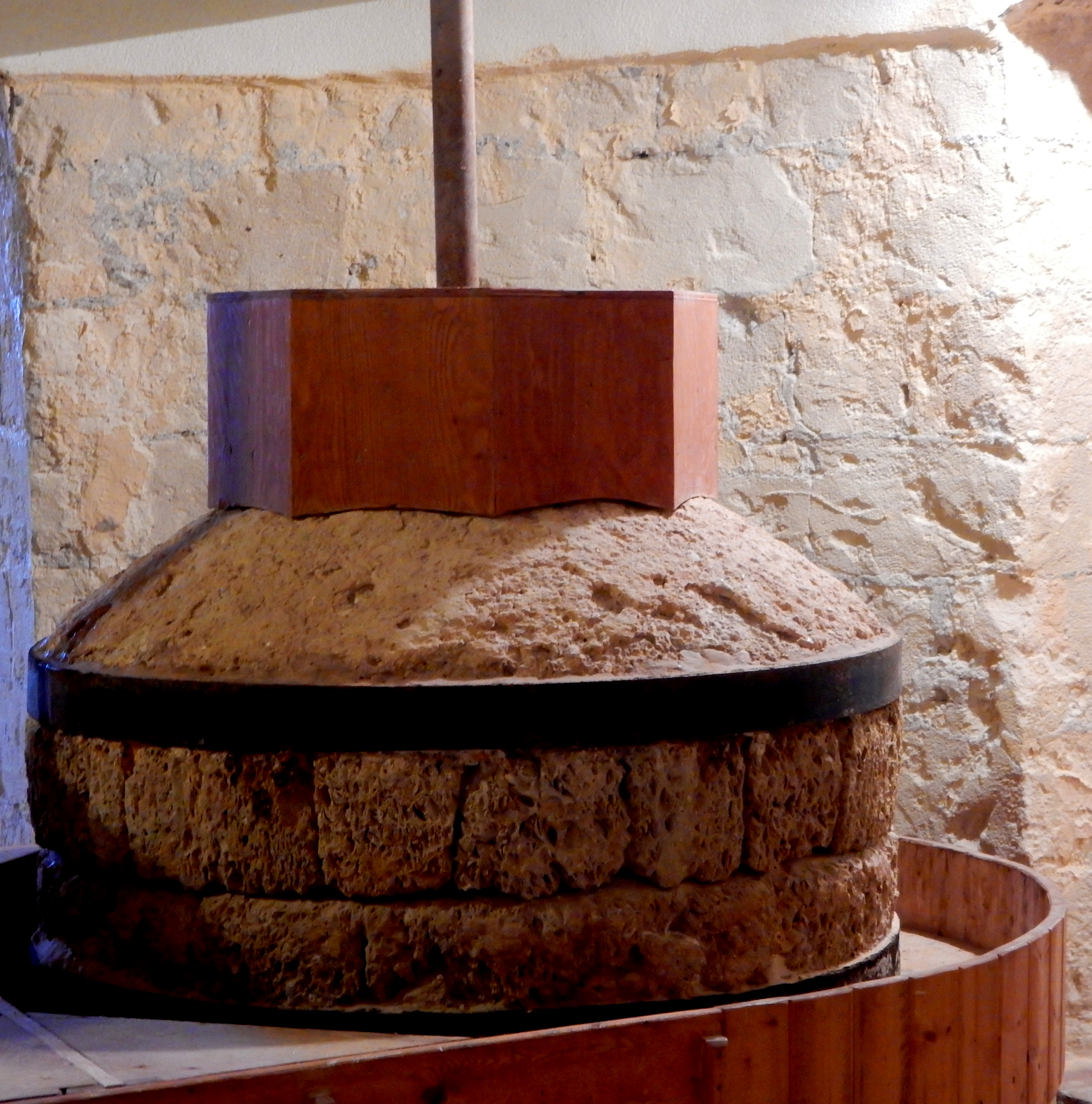
Interno del Museo: antica macina
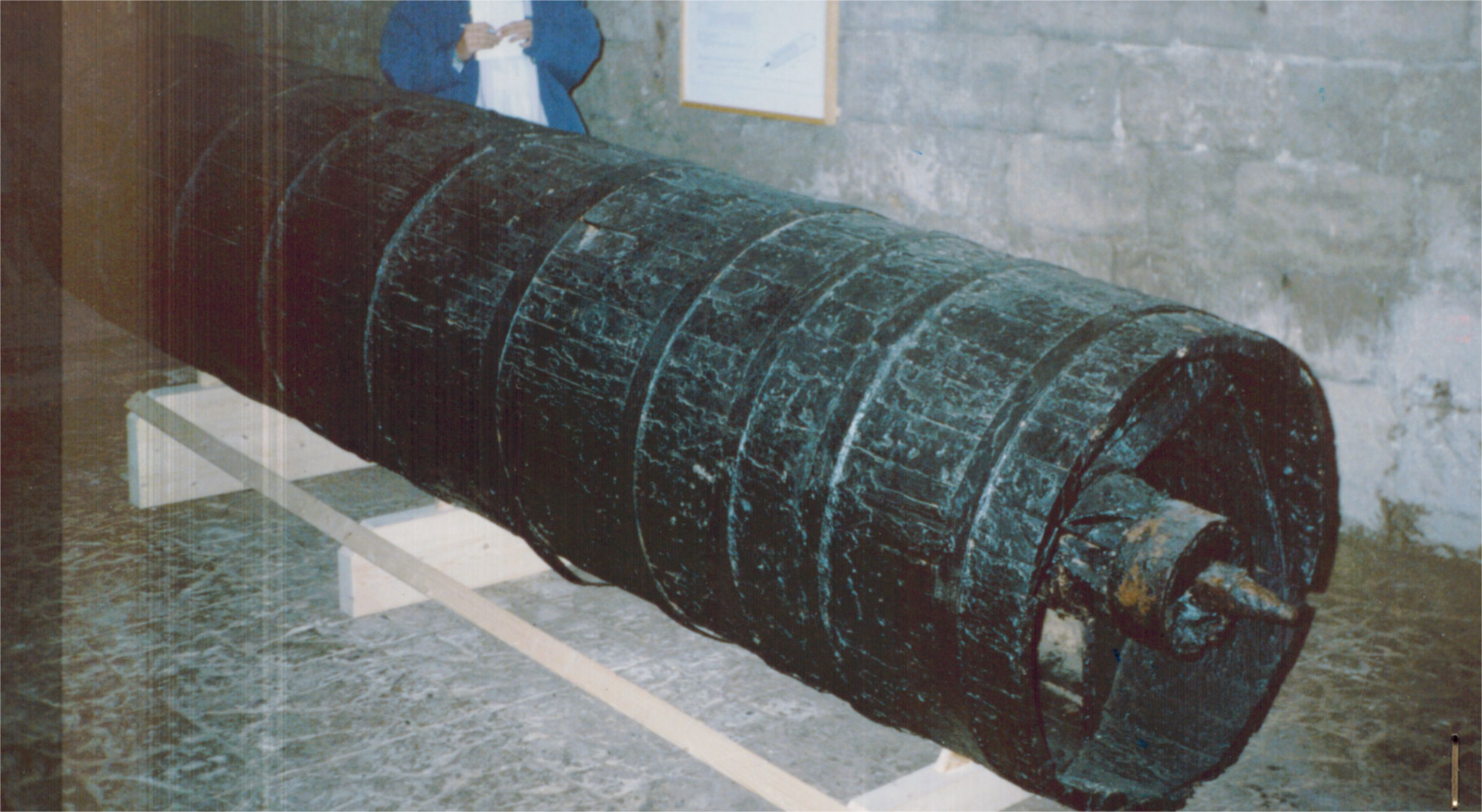
Spira di Archimede
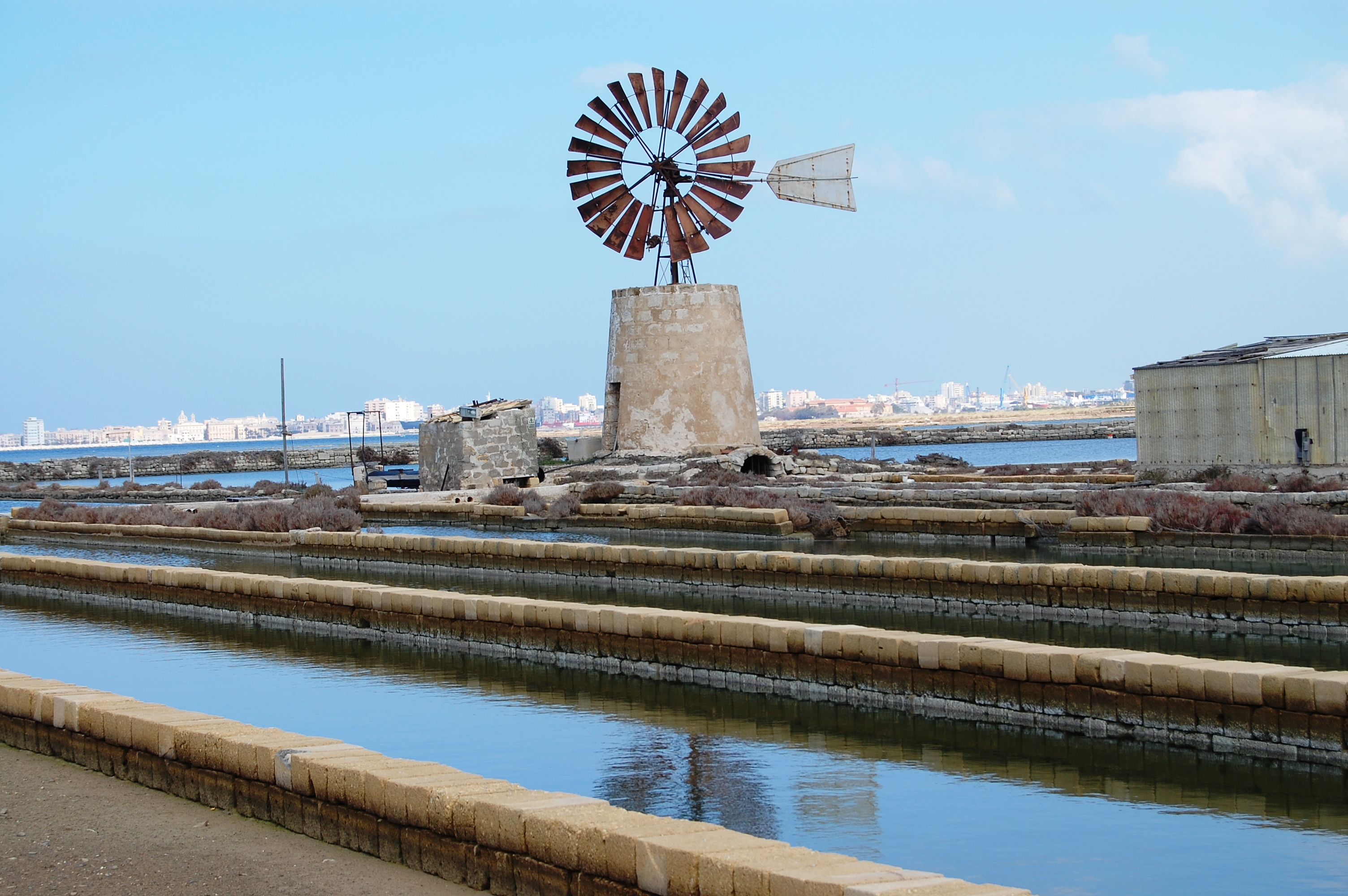
Mulino per il sollevamento dell'acqua detto americano